# Bardonnex
Bardonnex ist eine politische Gemeinde des Kantons Genf in der Schweiz.
Zur Gemeinde im Süden des Kantons an der französisch-schweizerischen Grenze gehören die Dörfer und Weiler Bardonnex, Charrot, Croix-de-Rozon, Compesières, Landecy, La Mure und Cugny.
Auf Gemeindegebiet liegt das Autobahnzollamt der A1, die auf französischer Seite fliessend in die französische Autobahn A41 übergeht und kurz darauf die A40 kreuzt, die südlich am Kanton Genf vorbeiführt.

## Geschichte
1153 wurde das schon zu Römerzeiten besiedelte Bardonnex als Bardonacum erwähnt. Von 1536 bis 1567 war Bardonnex unter Berner Herrschaft, ehe es zum Herzogtum Savoyen gelangte. 1754 ging es mit dem Vertrag von Turin an das Königreich Sardinien über. 1816 gelangte Bardonnex als Gemeinde Compesières schliesslich an den Kanton Genf und wurde 1851 eigenständig, als Compesières in die Gemeinden Bardonnex und Plan-les-Ouates aufgeteilt wurde.

## Bevölkerung
| Bevölkerungsentwicklung | Bevölkerungsentwicklung | Bevölkerungsentwicklung | Bevölkerungsentwicklung | Bevölkerungsentwicklung | Bevölkerungsentwicklung | Bevölkerungsentwicklung | Bevölkerungsentwicklung | Bevölkerungsentwicklung | Bevölkerungsentwicklung | Bevölkerungsentwicklung | Bevölkerungsentwicklung |
| ----------------------- | ----------------------- | ----------------------- | ----------------------- | ----------------------- | ----------------------- | ----------------------- | ----------------------- | ----------------------- | ----------------------- | ----------------------- | ----------------------- |
| Jahr                    | 1860                    | 1900                    | 1950                    | 1990                    | 2000                    | 2010                    | 2012                    | 2014                    | 2015                    | 2016                    | 2017                    |
| Einwohner               | 666                     | 708                     | 747                     | 1704                    | 2094                    | 2195                    | 2220                    | 2241                    | 2260                    | 2244                    | 2226                    |

## Politik

### Exekutive
Die Exekutive von Bardonnex besteht aus drei Mitgliedern und ist wie folgt aufgestellt:
- Béatrice Guex-Crosier (Die Mitte): Bürgermeisterin (Maire) seit 2015; Abteilungen "Wirtschaft, Finanzen und Sicherheit" und "Soziales und Kultur"
- Conrad Creffield (FDP.Die Liberalen): Assistent (Adjoint) seit 2015; Abteilungen "Strassen, Bauwerke und kommunale Flächen" und "Entwicklung, Stadtplanung und Mobilität"
- Luc Lavarini (Die Mitte): Assistent (Adjoint) seit 2020; Abteilungen "Gebäude, Schulen und Sport" und "Umwelt und nachhaltige Entwicklung"

### Nationalratswahlen
Bei den Schweizer Parlamentswahlen 2023 betrugen die Wähleranteile in Bardonnex: Mitte 17,2 %, Grüne 16,1 %, FDP 15,8 %, SP 14,7 %, SVP 13,7 %, MCG 10,5 %, glp 5,5 %, PdA 2,3 %. Die Wahlbeteiligung lag bei 49 %.

## Persönlichkeiten
- Horace Micheli (1866–1931), Journalist und Politiker